# Larry Joe Campbell

Larry Joseph Campbell (nacido el 29 de noviembre de 1970) es un actor y comediante estadounidense conocido por su papel como "Andy" en la serie According to Jim.

## Primeros años
Nacido en Cadillac, Míchigan, Campbell recibió una Licenciatura de Artes Aplicadas en el teatro en la Central Michigan University y una Maestría de Artes en el teatro en la Universidad Estatal de Wayne.

## Carrera
Su primer papel en la televisión es probablemente como "el fan" en febrero de 2000 en un episodio de Friends. Al año siguiente, fue elegida como "Andy" en According to Jim. También ha aparecido en películas, como Wedding Crashers, y en comerciales. 
En 2007, apareció en dos episodios en My Name Is Earl como Ron, un guardia de seguridad. También apareció como policía en Weeds.
Campbell realizó teatro improvisacional con Second City Detroit, y fue allí donde fue descubierto cuando Bob Saget actuó con el grupo y quedó impresionado por Campbell para que su mánager sepa de él. Campbell también incursiona en la dramaturgia, es miembro del grupo de comedia 313, y ha protagonizado en una obra que él escribió, Terry vs. the Towel Lady.
Campbell tuvo una pequeña participación en Weeds. También apareció como Pete Denham en la película Killers y como Vigs en Fitful. También apareció en el show de Disney Channel ¡Buena suerte, Charlie! y en The New Adventures of Old Christine y Rules of Engagement. Campbell recientemente interpretó el papel de Hog en la película Hall Pass.
Actualmente tiene un papel recurrente en The Protector.

## Vida personal
Campbell se casó con una maestra, Peggy Campbell, y juntos tienen cinco hijos: Gabby y Nate, y los gemelos Madelyne Kay y Maxwell Elliot. El nacimiento de los gemelos apareció en A Baby Story. Su quinta hija, Lydia, nació a finales de 2005.